# Distorsión (álbum)
Distorsión es el quinto y último trabajo discográfico del grupo de rock argentino GIT. Fue grabado y editado en el año 1992. Este trabajo fue el más elaborado a nivel musical del trío, ya que presenta arreglos de vientos en casi todos sus temas y también sintetizadores, los cuales enriquecieron y dieron otro sonido rítmico muy marcado por los golpes de batería de Iturri.
Desde la gráfica con fotos de los GITs enfundados en ropas de cuero al lado de unas Harley-Davidson el álbum ya deja entrever que se trataba de un sonido más duro que sus anteriores trabajos. La canción No te portes mal fue el primer corte difusión del álbum cuyo video muestra a los tres miembros de la banda haciendo de Hells-Angels salvando a una chica (interpretada por la modelo chilena Ivette Vergara).

## Lista de canciones
1. No te portes mal (3:49)
2. Nadie más que tú (3:50)
3. Drácula (3:56)
4. La parada final (3:37)
5. No digas nada (4:17)
6. En mi vida nunca lloré (4:16)
7. La sombra de la noche (5:22)
8. Para Pau (con Nito Mestre en coros) (4:30)
9. Superman (3:57)
10. Ya sé (3:27)
11. Ya sé (toma II, con batería segundo plano) (3:25)

## Créditos
- Alfredo Toth: voz principal y coros, bajo
- Pablo Guyot: guitarra eléctrica y coros
- Willy Iturri: batería y coros

Músicos invitados
- Babu Cerviño: sintetizadores
- Nito Mestre: coros en "Para Pau"